# Liduina Meneguzzi
Liduina Meneguzzi, nascida Elisa Angela Meneguzzi (Abano Terme, 12 de setembro de 1901 — Dire Daua, Etiópia, 2 de dezembro de 1941), foi uma religiosa italiana de fé católica romana, da congregação das Irmãs de São Francisco de Sales. Ela assumiu o nome religioso de "Liduina" ao fazer sua profissão solene na ordem. Ela também serviu nas missões na Etiópia, onde ficou conhecida por cuidar dos doentes e por seus esforços em aumentar o ecumenismo; isso lhe valeu dois títulos: "Irmã Gudda" (que significa 'Grande') e a "Chama Ecumênica".
A sua beatificação foi realizada na Praça de São Pedro em 20 de outubro de 2002.

## Biografia
Nascida em uma humilde família camponesa no Vêneto, onde morava em uma propriedade rural com seus irmãos e irmãs. Sua infância foi notada por sua consideração pela vida religiosa, bem como por seu talento em instruir outras pessoas no catecismo, alem de notadamente frequentar a missa com frequência. Aos quatorze anos - em 1915 - ela começou a trabalhar como serva de famílias de considerável riqueza e também trabalhou nos hotéis de águas termas - provavelmente nas termas de euganei - próximos à cidade.
Em 5 de março de 1926, ingressou na congregação das Irmãs de São Francisco de Sales - dedicados ao santo com esse mesmo nome - e, sob sua solene profissão, assumiu o nome religioso de "Liduina".  Durante esta época ela trabalhava no internato de Santa Croce como governanta e sacristã, além de seu cargo de enfermeira.
Em 1937, ela teve um desejo ardente de se juntar às missões na Etiópia e foi enviada para a cidade de Dire Dawa. Mais tarde, ela ficou conhecida como "Irmã Gudda" (que significa 'Grande') por seu compromisso apaixonado com as necessidades dos doentes e dos pobres da cidade enquanto trabalhava como enfermeira no Hospital Civil de Parini (Parini Civil Hospital em inglês); no início da Segunda Guerra Mundial, ela atendia soldados feridos neste hospital. Quando a cidade foi bombardeada, ela mudou os feridos para abrigos e os batizou (em estado de necessidade) aqueles que sofreram ferimentos fatais. Ela ficou conhecida como o "Fogo Ecumênico" devido a seus fortes esforços no ecumenismo com cristãos coptas e muçulmanos enquanto também atendia aos dois últimos e suas relações com os católicos de Dire Dawa era boa.
Irmã Liduina Meneguzzi morreu em 2 de dezembro de 1941 devido ao câncer. Por muita insistência dos soldados ela foi enterrada em Dire Dawa, no mesmo cemitério onde muitos soldados foram enterrados. Seus restos mortais foram posteriormente transferidos para a casa-mãe da congregação que ela serviu em Pádua em julho de 1961.  
O médico que cuidou dela antes de sua morte disse: "Eu nunca vi alguém morrendo com tanta alegria e felicidade".

## Devoção
Depois de vinte anos de seu falecimento. Em julho de 1961, os restos da irmã Liduina foram transportados de Dire Dawa para Pádua, onde hoje se encontra em uma capela da casa-mãe de sua congregação salesiana.
Em 1996, ela foi declarada Venerável. Em 7 de julho de 2001, João Paulo II promulgou o decreto sobre o milagre que ocorreu por sua intercessão (em janeiro de 1977, em um leito de reanimação no hospital de Pádua, um jovem gravemente ferido em um acidente de carro foi hospitalizado). Os pais do menino confiaram à irmã Liduina oração e o jovem se recuperou de uma maneira considerada cientificamente inexplicável).
Em 20 de outubro de 2002, ela foi beatificada. O calendário católico se lembra dela em 2 de dezembro.